# Аристидис Цулос
Аристидис О. Цулос (на гръцки: Αριστείδης Ο. Τσούλος) е гръцки офицер и революционер, деец на Гръцката въоръжена пропаганда в Македония от началото на XX век.

## Биография
Аристидис Цулос е роден през 1880 година в Псиловрахос, Гърция, в богато местно семейство. Завършва военно училище в Гърция и между март 1907 - юли 1908 година участва активно в гръцката пропаганда в Македония. В 1907 той участва в четата на Захариас Пападас (Фуфас), а след смъртта му в четата на капитан Григориос Фалиреас (Закас). Действа в Костенарията и Корещата. Убива българите, дейци на ВМОРО Маньо от Галища и Митро от Дреничево. Тероризира селата Чука, Радигоже, Гръче, Стенско, Дреничево за завръщане към Патриаршията. След Младотурската революция се изтегля в Гърция.
Участва в Балканската, Междусъюзническата и Първата световна война (1912-1918), като ръководи отделение евзони. По време на Гръцко-турската война е командир на различно подразделения, участва в много сражения и получава много отличия за проявена храброст. След войната се установява в Месолонги, където се жени за благородничка, а на сватбата му присъстват редица известни личности. Продължава военната си служба с чин полковник в континентална Гърция до смъртта си през 1934 година.